# ブラム・ナイティンク
ブラム・ナイティンク（Bram Nuytinck, 1990年5月4日 - ）は、オランダ・フーメン出身のサッカー選手。NECナイメヘン所属。ポジションはDF。

## 経歴

### クラブ
NECの下部組織で育成され、2009年12月23日に行われたKNVBカップのFCフローニンゲン戦でプロデビュー。2010年1月30日のスパルタ・ロッテルダム戦でエールディヴィジデビューを果たした。2012年に移籍したRSCアンデルレヒトでは加入初年度の2012-13シーズンから33試合に出場してリーグ優勝に貢献。6シーズンプレーし公式戦158試合に出場して5得点を記録した。
2017年7月29日、ウディネーゼ・カルチョへ移籍金300万ユーロで加入した。
2023年1月2日、UCサンプドリアに移籍した。
2023年6月23日、自身がプロデビューを経験した古巣NECナイメヘンへ11年ぶりに復帰し、3年契約を結んだ。

## タイトル

### クラブ
アンデルレヒト
- ベルギー・ファースト・ディビジョンA : 3回 (2012-13, 2013-14, 2016-17)
- ベルギー・スーパーカップ : 2回 (2013, 2014)